# Diamond Bitch
| Оценки критиков | Оценки критиков             |
| Источник        | Оценка                      |
| --------------- | --------------------------- |
| Onet.pl         | ссылка                      |
| Merlin.pl       | ссылка                      |
| Interia         | ссылка                      |
| EMPiK           | ссылка (недоступная ссылка) |
| Teraz Rock      | ссылка                      |

Diamond Bitch  (рус. «Бриллиантовая сука») — дебютный сольный студийный альбом польской певицы Доды, выпущенный 27 июля 2007 года на лейбле «Universal Music Polska».
В 2008 году вышло специальное издание альбома (CD+DVD).

## Список композиций
| №   | Название                   | Музыка                                                                  | Слова                      | Длительность |
| --- | -------------------------- | ----------------------------------------------------------------------- | -------------------------- | ------------ |
| 1.  | «Całkiem Inna»             | Typser/Grizzly/Mack (Tensongs/Grape Town)                               | Agnieszka Trojanowicz      | 3:36         |
| 2.  | «To jest to»               | Lindfors/Tysper                                                         | Doda                       | 3:16         |
| 3.  | «Katharsis»                | Mikis Cupas/Tysper                                                      | Doda                       | 4:14         |
| 4.  | «Ćma»                      | Alfonzetti/Lyander/Tysper (Air Chrysalis/Grape Town)                    | Doda                       | 3:25         |
| 5.  | «Misja»                    | Marcin Nierubiec                                                        | Doda                       | 3:45         |
| 6.  | «Cheerleaderka»            | Alfonzetti/Lyander/Aldeheim/Tysper (Air Chrysalis/Universal/Grape Town) | Doda                       | 3:40         |
| 7.  | «Prowokacja»               | Alfonzetti/Lyander/Typser (Air Chrysalis/Grape Town)                    | Doda                       | 3:13         |
| 8.  | «Ostatni Raz Ci Zaśpiewam» | Tysper/Starkie                                                          | Doda                       | 4:06         |
| 9.  | «Judasze»                  | Hed/Westfal/Alfonzetti/Lyander/Tysper (Warner Chappel/Grape Town)       | Doda                       | 3:02         |
| 10. | «Rany»                     | Sebastian Piekarek                                                      | Doda                       | 3:34         |
| 11. | «Dziękuję»                 | Tysper                                                                  | Doda                       | 4:39         |
| 12. | «Diamond Bitch»            | Tysper/Grizlly/Mack (Tensongs/Grape Town)                               | Doda/Agnieszka Trojanowicz | 3:27         |

- Награды: Платиновый диск «ZPAV» 2007 г.